# Physalis pennellii
Physalis pennellii är en potatisväxtart som beskrevs av Umaldy Theodore Waterfall. Physalis pennellii ingår i släktet lyktörter, och familjen potatisväxter. Inga underarter finns listade i Catalogue of Life.